# 1187

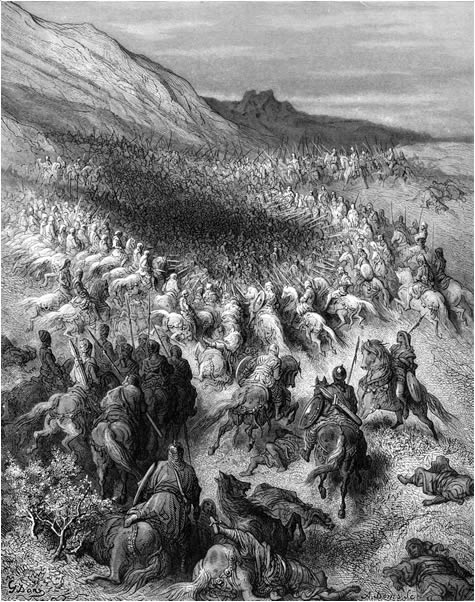
Slag bij Hattin

Het jaar 1187 is het 87e jaar in de 12e eeuw volgens de christelijke jaartelling.

## Gebeurtenissen
mei
- 1 - Slag bij Cresson: De Ajjoebiden onder al-Afdal verslaan een leger van kruisvaarders onder Geraard de Ruddervoorde nabij Nazareth.

juli
- 4 - Slag bij Hattin: De Ajjoebiden onder Saladin boeken een vernietigende overwinning op de legers van Jeruzalem, die gekomen zijn om het door Saladin veroverde Tiberias te ontzetten.

september
- 20 - Saladin legt het beleg voor Jeruzalem.

oktober
- 2 - Val van Jeruzalem: Saladin verovert Jeruzalem.
- 29 - In de bul Audita tremendi roept paus Gregorius VIII op tot de Derde Kruistocht, in reactie op de nederlaag in de Slag bij Hattin.

zonder datum
- Saladin verovert ook de rest van het koninkrijk Jeruzalem, met uitzondering van de stad Tyrus, die succesvol wordt verdedigd door Koenraad van Monferrato. (zie Beleg van Tyrus (1187))
- Shunten sticht het koninkrijk Riukiu.
- Een verdrag wordt gesloten tussen Venetië en Byzantium. Het verdrag is zeer voordelig voor Venetië.
- Sigtuna wordt aangevallen en platgebrand.
- De stad Doornik maakt zich los van het graafschap Vlaanderen, en komt rechtstreeks onder de Franse kroon te staan.
- Aardenburg krijgt stadsrechten.
- Alexander Neckam noemt als eerste in Europa het kompas.
- Oudst bekende vermelding: Bruck am Ziller, Hesepe, Hotton

## Opvolging
- Cilicisch Armenië - Ruben III opgevolgd door zijn broer Leo II
- Galilea - Eschiva van Bures titulair opgevolgd door haar zoon Hugo II van Sint-Omaars
- paus (21 oktober) - Urbanus III opgevolgd door Alberto di Morra als Gregorius VIII, (19 december) op zijn beurt opgevolgd door Paolo Scolari als Clemens III
- Pommerellen - Sobieslaw I opgevolgd door zijn zoon Sambor I
- Pommeren - Bogislaw I opgevolgd door Bogislaw II en Casimir II
- Orde van Sint Jan van Jeruzalem (Hospitaalridders) - Roger de Moulins als grootmeester opgevolgd door Guillaume Borrel als commandant, op zijn beurt opgevolgd door Hermangard d'Asp
- Tripoli - Raymond III opgevolgd door Raymond IV

## Afbeeldingen

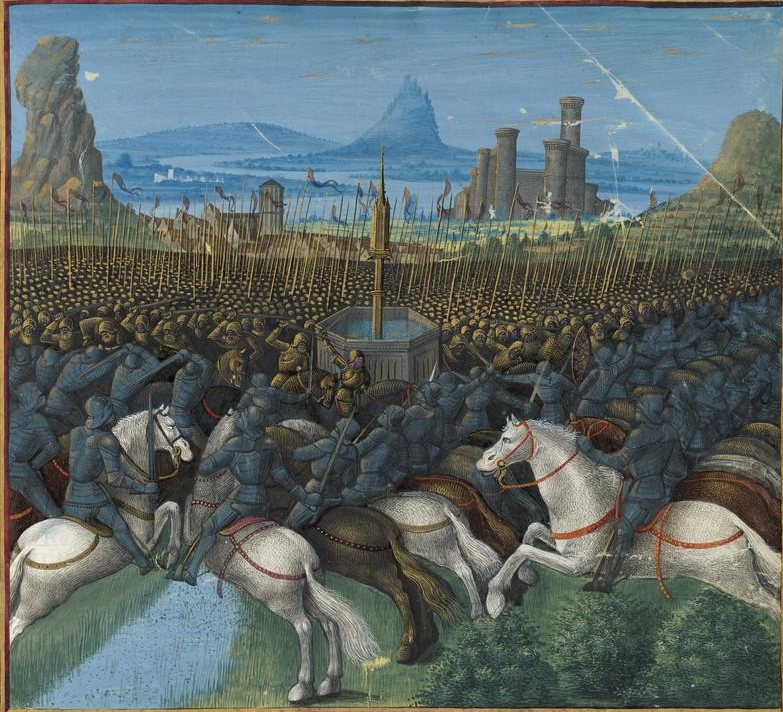
Slag bij Cresson
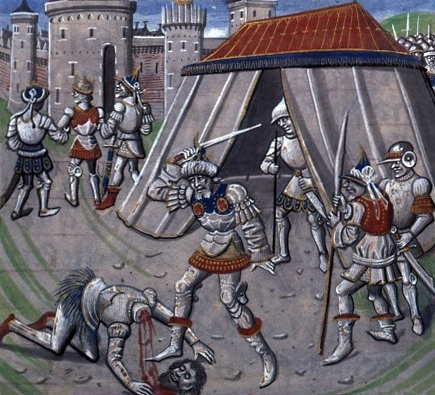
Onthoofding van Reinoud van Châtillon
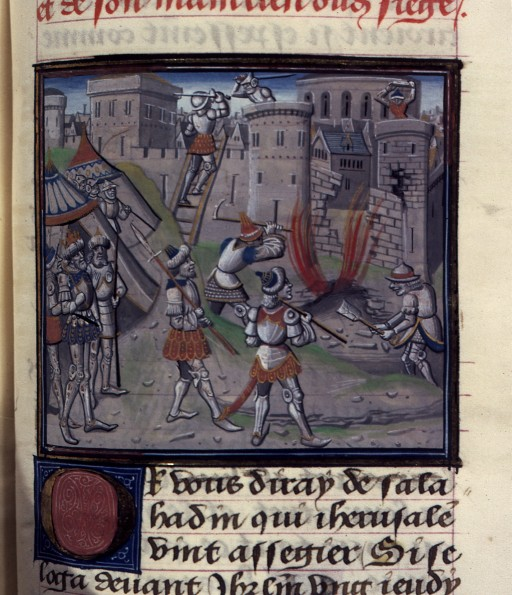
Beleg van Jeruzalem
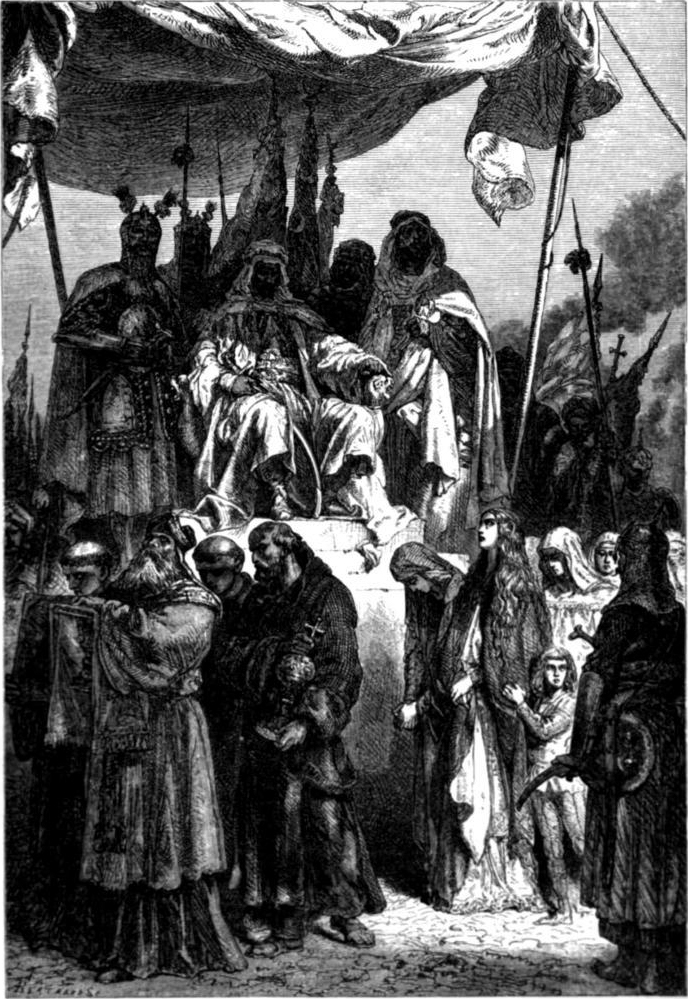
Saladin kijkt toe terwijl de christenen Jeruzalem verlaten
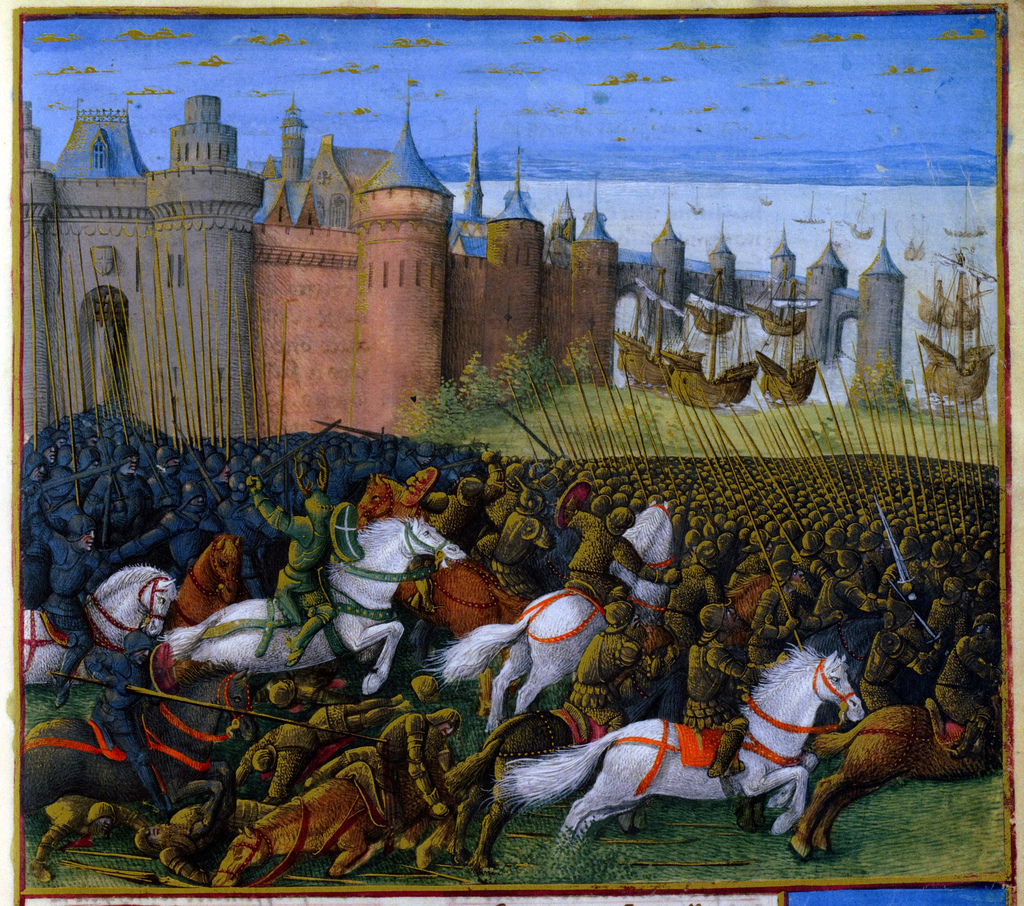
uitbraak vanuit de stad tijdens het Beleg van Tyrus

## Geboren
- 5 september - Lodewijk VIII, koning van Frankrijk (1223-1226)
- Amalrik VIII, burggraaf van Thouars
- Arthur I, hertog van Bretagne (1196-1203)
- Koenraad van Mazovië, hertog van Mazovië (1199-1247) en groothertog van Polen (1241-1243) (of 1188)

## Overleden
- 1 mei - Roger de Moulins, grootmeester van de Hospitaalridders (gesneuveld)
- 4 juli - Guillaume Borrel, commandant van de Hospitaalridders (gesneuveld)
- 4 juli - Reinoud van Châtillon, heer van Transjordanië (gevangengenomen en onthoofd)
- augustus - Raymond III, graaf van Tripoli
- 19 oktober - Urbanus III, paus (1185-1187)
- 17 december - Gregorius VIII, paus (1187)
- Frederik I, graaf van Vianden
- Garsendonius, bisschop van Mantua
- Gerard van Cremona (~73), Italiaans vertaler
- Ruben III, vorst van Cilicisch Armenië (1174-1186)
- Sobieslaw I, hertog van Pommerellen
- Song Gaozong (~80), keizer van Song China (1127-1162)
- Boudewijn van Ibelin, Jeruzalems edelman (jaartal bij benadering)
- Clarembaldus van Atrecht, Zuid-Nederlands theoloog en filosoof (jaartal bij benadering)